# 柴本幸
柴本 幸（しばもと ゆき、1983年10月18日 - ）は、日本の女優、リコーダー奏者。本名同じ。
東京都出身。父は俳優の柴俊夫、母は女優の真野響子、叔母は女優の眞野あずさ。

## 略歴
俳優の柴俊夫と女優の真野響子の間に一人娘として生まれ、両親からは大学卒業まで学業優先と厳しく言われていたため、慶應義塾幼稚舎、慶應義塾中等部、慶應義塾女子高等学校、慶應義塾大学文学部卒業。
10歳からリコーダー奏者の吉沢実に師事。高校時代はリコーダーに傾注し、2000年（平成12年）から3年連続で『全日本リコーダーコンテスト・高校生独奏の部』の金賞を受賞。2001年（平成13年）3月16日には『平成12年度慶應義塾塾長賞』を受賞。大学在学中は演劇学の勉強や映画鑑賞・観劇をしたりするなど、できるだけ芝居に触れていた。
大学卒業後に女優活動を始め、2か月後、事務所の勧めで『風林火山』のオーディションを受け、100人を超える候補者の中から合格、ヒロイン・由布姫役に抜擢（新人が大河ドラマの主役級に選ばれるのは初）。
2008年（平成20年）11月1日には「源氏物語千年紀」式典のイメージキャラクターに選ばれ、十二単衣に扮した。2009年（平成21年）公開の映画『真夏の夜の夢』（中江裕司監督）で映画初主演。
2014年2月21日付けで、デビュー以来所属していたパパドゥを離れ、研音に移籍。リコーダー奏者としての活動を再開、2019年よりロサンゼルスに拠点を移した。

## 人物
- 毎朝、アロエジュース[6]やニンジンジュース[7]を作っている。普段から料理を作るのが好きでスタジオに弁当を作っていったり、撮影中に手作り料理をスタッフに振舞ったりすることもある。
- 休日は自然の多い場所や、グルメ探索へ出かける。
- 趣味は、絵画・散歩・登山など。特技は、英会話[1]・リコーダー。また、演技修行の一環として日本舞踊・茶道を習っている。

## 出演

### テレビドラマ
- 大河ドラマ 風林火山（2007年1月7日 - 12月16日、NHK総合） - ヒロイン・由布姫 役
- 鹿男あをによし（2008年1月17日 - 3月20日、フジテレビ） - 長岡美栄 役
- 東京大空襲（2008年3月17日・18日、日本テレビ） - 山田和江 役
- 稲垣吾郎の金田一耕助シリーズ 悪魔の手毬唄（2009年1月5日、フジテレビ） - 青池里子 役
- 新参者 第1 -3・6話（2010年4月18日 - 5月23日、TBS） - 柳沢麻紀 役
- 離婚シンドローム（2010年6月30日、日本テレビ） - 田中華子 役
- 高校生レストラン（2011年5月7日 - 7月2日、日本テレビ） - 都甲仁美 役
- 運命の人（2012年1月15日 - 3月18日、TBS） - 青山芙佐子 役
- NHK佐賀放送局70周年記念地域ドラマ「あのひとあの日」（2012年3月2日、NHK佐賀[8]）
- 薄桜記（2012年7月13日 - 9月21日、NHK BSプレミアム）  - ヒロイン・長尾千春 役
- 東野圭吾ミステリーズ 第10話「二十年目の約束」（2012年9月13日、フジテレビ） - 安藤久美子 役
- 相棒 Season 11 第9話「森の中」、第10話「猛き祈り」（2012年12月12日・19日、テレビ朝日） - 伏木田真智子 役
- dinner（2013年1月13日 - 3月24日、フジテレビ） - 本宮恵理子 役
- ST 赤と白の捜査ファイル（2014年7月 - 9月、日本テレビ） - 筒井桃子 役
- Nのために（2014年10月 - 12月、TBS） - 宮本由妃 役
- ビンタ!〜弁護士事務員ミノワが愛で解決します〜 第10話（2014年12月4日、読売テレビ） - 新城沙織 役
- 土曜ドラマ 限界集落株式会社（2015年1月31日 - 2月28日、NHK総合） - 二ノ宮麻理子 役
- 2夜連続スペシャルドラマ レッドクロス〜女たちの赤紙〜（2015年8月1日・2日、TBS） - 村本多美 役
- 偽装の夫婦（2015年10月7日 - 12月9日、日本テレビ） - 原すみれ 役
- ドクター調査班〜医療事故の闇を暴け〜（2016年4月22日 - 6月3日、テレビ東京） - 琴塚七海 役[9]
- 家政夫のミタゾノ（2016年10月21日 - 12月9日、テレビ朝日） - 藤川蘭 役
- コック警部の晩餐会 第3話（2016年11月3日、TBS） - 伊豆川美奈代 役
- おとり捜査官・北見志穂20（2017年7月6日、テレビ朝日） - 前田綾 役
- 土曜ワイド劇場（テレビ朝日）
  - 棟居刑事の偽完全犯罪（2016年4月23日） - 水野伸江 役
  - 法医学教室の事件ファイル42（2016年9月10日） - 新海麻里子 役
- フズリナの記憶（中国語版）（2018年、台湾） - 伊藤香織 役
- ドラマ特別企画「がん消滅の罠〜完全寛解の謎〜」（2018年4月2日、TBS） - 小暮麻里 役
- コンフィデンスマンJP 第8話（2018年5月28日、フジテレビ） ‐ 斎藤聖子 役

### 映画
- となり町戦争（2007年2月3日、角川ヘラルド映画） - 木下 役
- 私は貝になりたい（2008年11月22日、東宝） - 敏子 役
- 真夏の夜の夢（2009年7月25日、シネカノン） - 主演・ゆり子 役
- TAJOMARU（2009年9月12日、ワーナー・ブラザース） - ヒロイン・阿古姫 役
- BANDAGE バンデイジ（2010年1月16日、東宝） - アルミ 役
- 映画 ST 赤と白の捜査ファイル（2015年1月10日、東宝） - 筒井桃子 役
- ゴーストマスター（2019年12月6日、S・D・P） - 白石景子 役

### 舞台
- タトゥー（2009年5月、新国立劇場）
- シス・カンパニー 「怪談 牡丹燈籠」（2009年8月、シアターコクーン） - お露 役
- ジャンヌ・ダルク（2010年11月 - 12月、赤坂ACTシアター）
- 朱雀家の滅亡（2011年9月 - 10月、新国立劇場） - 松永璃津子 役

### 雑誌
- マガジンハウス 『BOAO』専属モデル

### CM
- エーザイ チョコラBB ローヤル「疲れに届け」編（2007年）